# Oileán Thoraigh
Oileán Thoraigh (talvolta chiamata Tory Island in inglese) è un'isola irlandese situata 12 chilometri al largo delle coste settentrionali del Donegal. Nell'isola l'uso della lingua gaelica è molto frequente e questa caratteristica la inserisce senza dubbio tra le zone gaeltacht più importanti.

## Geografia

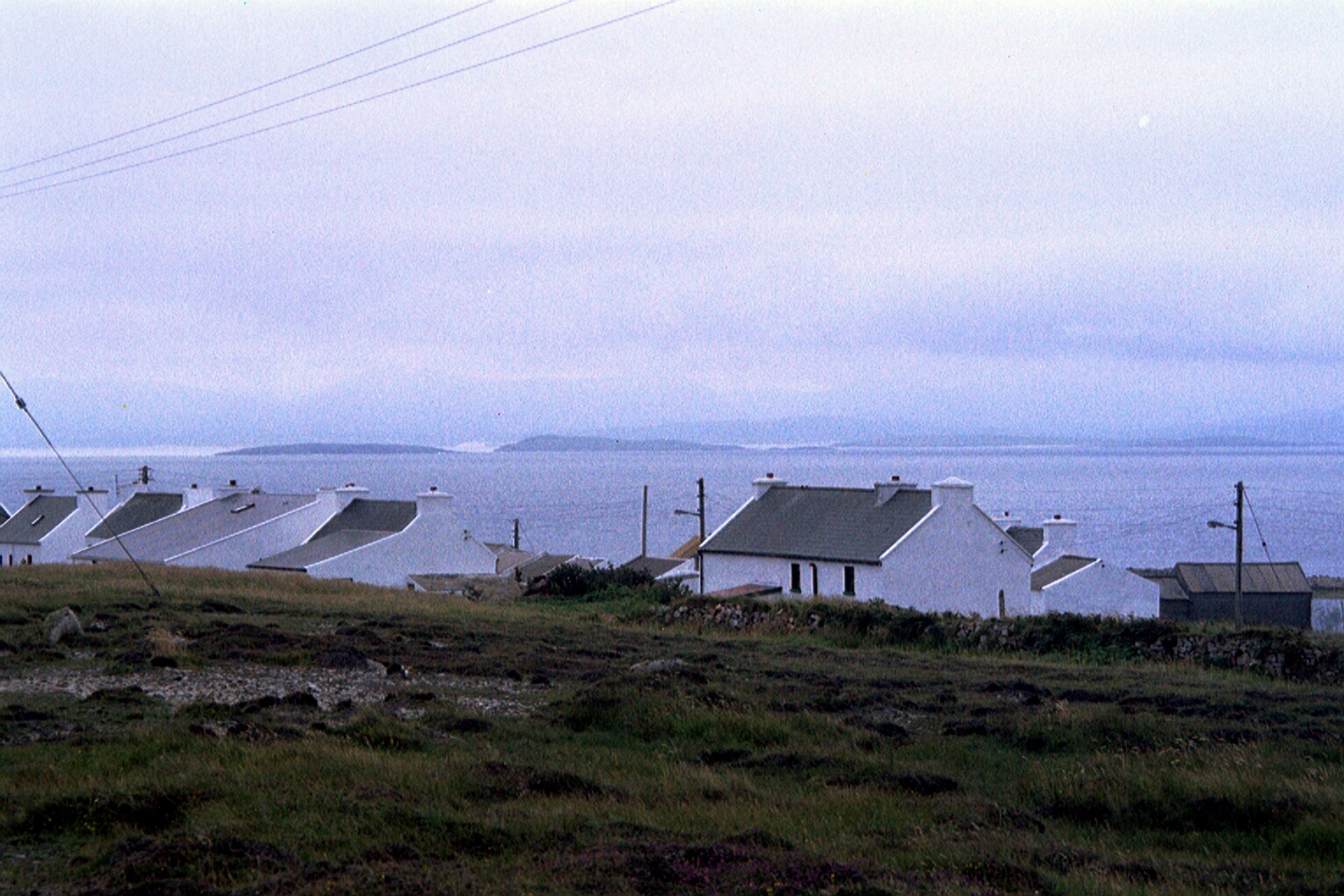
Il villaggio An Baile Thoir
Uno dei quattro centri abitati, in questo caso quello orientale; ben visibile la terraferma del Donegal di sfondo

Lunga approssimativamente 5 chilometri e ampia poco più di uno, conta una popolazione di circa 170 abitanti dislocata in 4 centri: An Baile Thoir, An Baile Thiar, An Lár e Úrbhaile.

## Storia
Secondo il libro di storia apocrifa irlandese Lebor Gabála Érenn, Toraigh era la sede della torre di Conand, roccaforte delle popolazioni fomoriane, sconfitte poi da quelle nemediane nella grande battaglia d'Irlanda. Anche l'ultimo re Fomoriano, Balor dall'occhio diabolico visse li.
Balor avrebbe imprigionato Ethlinn in una torre costruita su Tor Mor, un isolotto antistante Toraigh. L'isola è stata anche immortalata dalla ballata tradizionale per bambini Báidín Fheilimí.
Storia più recente e meno mitologica, invece, racconta che il 22 settembre 1884 la fregata britannica HMS Wasp, spedita per ricevere tributi, si incagliò nella costa vicino al faro. Perirono o risultarono disperse 52 anime su 58.
A partire dagli anni cinquanta Toraigh è divenuta un frequente ritrovo per artisti che hanno formato una piccola comunità con tanto di gallerie artistiche. Uno di questi, e il più famoso senz'altro, è Patsy Dan Rodgers, il quale è anche Re di Toraigh: questo titolo molto curioso, non gli attribuisce nessun potere formale, non essendo ovviamente riconosciuto dal governo irlandese, ma è una tradizione culturale dell'isola con quindi una certa importanza sociale nella piccola comunità. Particolare di questa monarchia è che il sovrano viene eletto dalla popolazione, quindi mantiene di monarchico soltanto la durata a vita della carica.

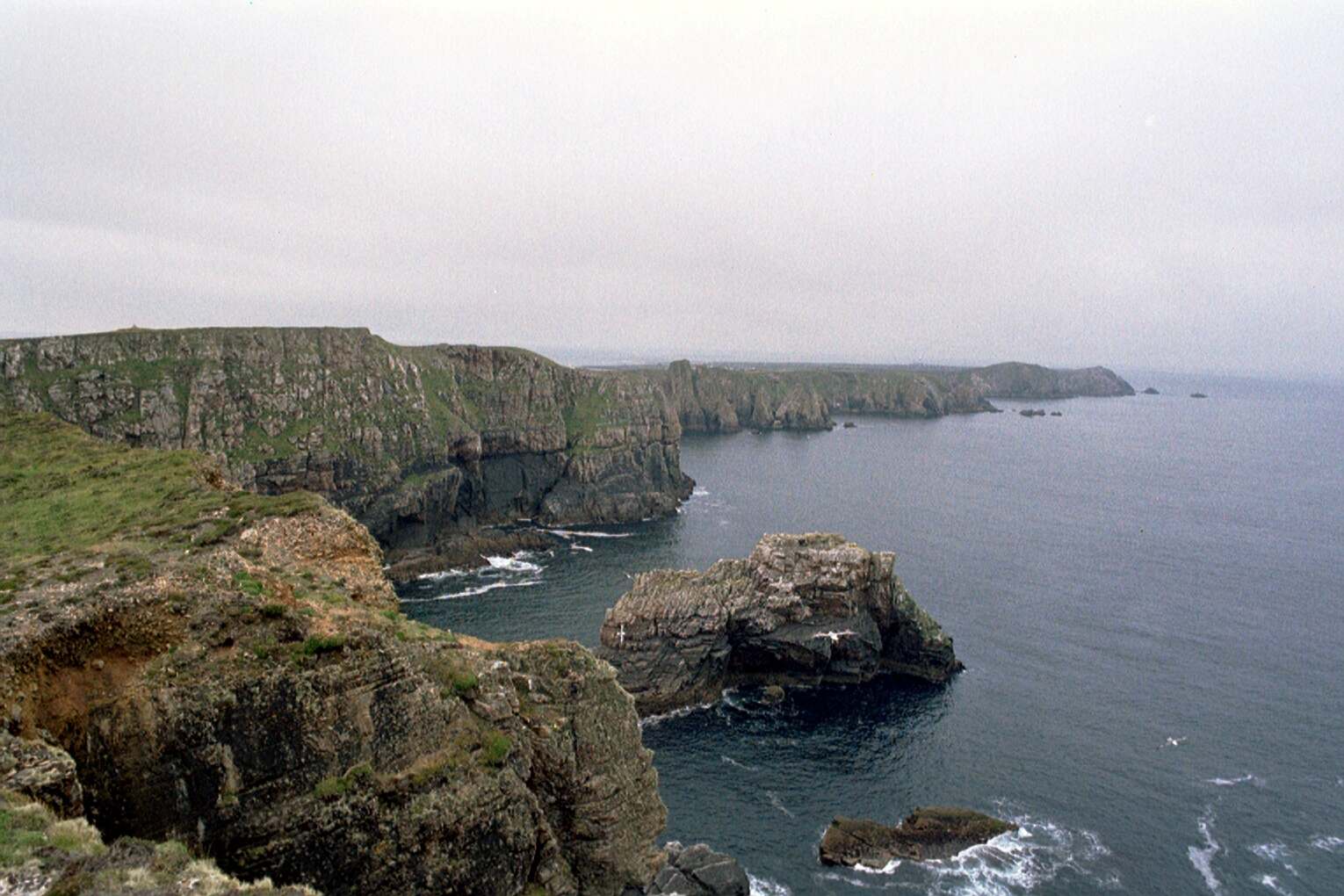
Dún Bhaloir
Uno dei punti più suggestivi di Toraigh, contraddistinto da natura selvaggia e scogliere e imperniata di forti richiami mitologici

### Demografia
La tabella che segue riporta dati sulla popolazione dell'isola tratti dal libro Discover the Islands of Ireland (Alex Ritsema, Collins Press, 1999) e dai censimenti irlandesi. I dati censuari in Irlanda prima del 1841 non sono considerati completi e/o sufficientemente affidabili.
| 1841 | 1851 | 1901 | 1951 | 1996 | 2002 | 2006 | 2011 |
| ---- | ---- | ---- | ---- | ---- | ---- | ---- | ---- |
| 399  | 402  | 335  | 257  | 169  | 133  | 142  | 144  |

## Dati sul faro
- Punto più alto: Tor Mor

## Galleria d'immagini

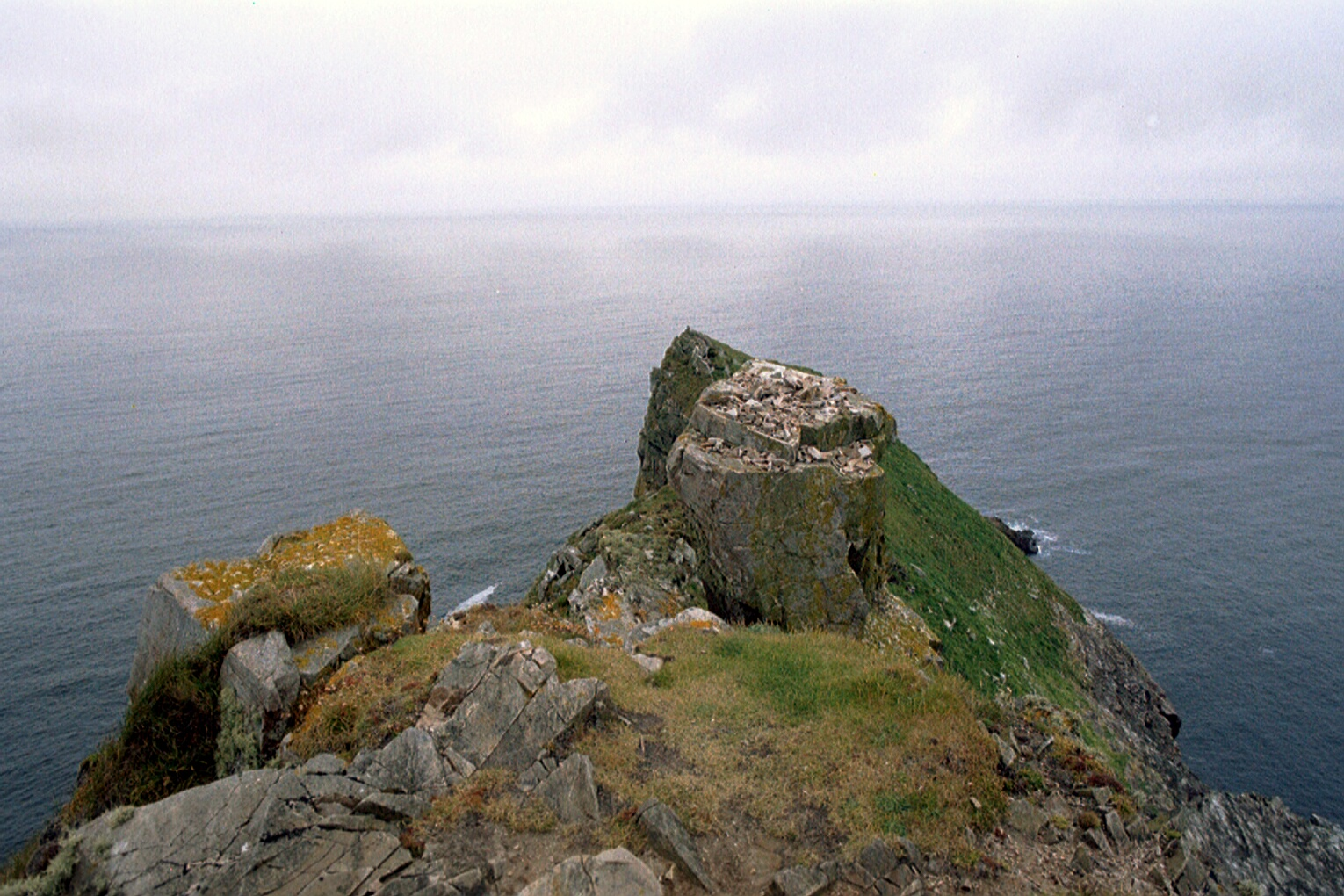
"Wishing stone" Secondo un'antica leggenda, esaudisce i desideri di chi la colpisca con dei sassi per tre volte di fila
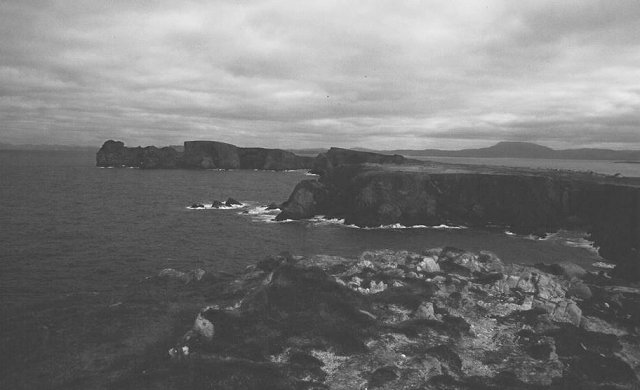
Costa settentrionale Foto in bianco e nero della parte frastagliata e scoglierosa dell'isola
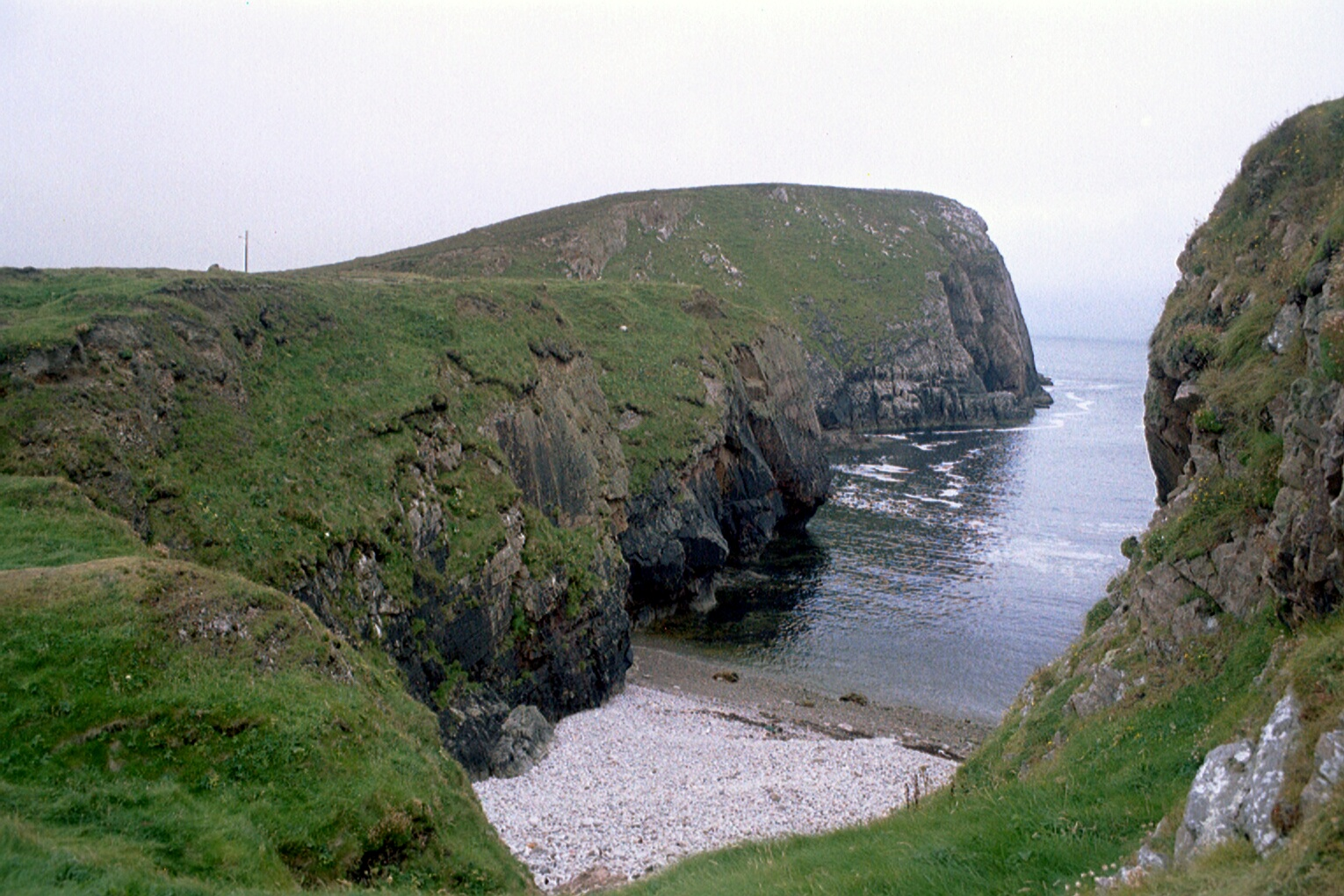
Port Challa Piccolissima insenatura usata a volte come approdo, dove contrastano la spiaggetta arenosa e le scogliere rocciose intorno